# Olinto De Pretto
Olinto De Pretto (Schio, Vicenza, 26 de abril de 1857 — Schio, 16 de março de 1921) foi um físico e empresário italiano. Alguns pesquisadores atribuem a ele a elaboração da fórmula E = mc².

## Biografia
Pós-graduado em agricultura, foi assistente na Escola Superior de Agricultura de Milão e diretor da empresa Silvio Ing De Pretto & C, fundada por seu irmão, que em 1920 tornou-se a De Pretto-Escher Wyss. No seu tempo livre dedicava-se ao estudo de física e geologia. Cultivava o ideal irredentista a favor do Vêneto, então sob domínio dos Habsburgos.

## Física
Em 23 de novembro de 1903, Olinto De Pretto apresentou no Instituto Real de Ciências, Letras e Artes de Vêneto, um ensaio intitulado "Ipotesi dell'etere nella vita dell'universo"  (pt: "Hipótese do éter na vida do universo") em que ele tentou explicar a natureza do éter e da força gravitacional  argumentando que:
"A matéria se movendo na velocidade da luz teria energia cinética igual a mv²."
Referia-se à velocidade das partículas de éter, supondo que fosse igual à velocidade da luz.

### A fórmula
No ano seguinte, a 27 de fevereiro de 1904, o ensaio foi oficialmente lançado com um prefácio do astrônomo, Giovanni Schiaparelli. Uma cópia do texto é preservada na Biblioteca Civica di Schio. O que surpreende o leitor, é que na página 30 do seu livro, Olinto De Pretto expôs e discutiu a relação entre massa e energia, utilizando, pela primeira vez, a fórmula "mv²" onde a letra "v" representa a velocidade da luz. Suas palavras são as seguintes:
"Mas essa dedução conduz a conseqüências inesperadas e incríveis. Um quilograma de matéria, lançado à velocidade da luz, seria como uma soma de energia inconcebível. A fórmula mv² dá-nos energia viva e a fórmula mv²/8338 nos dá, em termos de calor, essa energia. Desde então m = 1 e v igual a trezentos mil quilômetros por segundo, que é de 300 milhões de metros, o que seria a velocidade da luz, permite além disso que o éter, cada um pode ver que pode-se obter grande quantidade de calor representada por 10794 seguido de 9 zeros, ou seja, mais de dez milhões de milhões."
Albert Einstein expôs a sua teoria sobre a equivalência entre massa e energia dois anos mais tarde, em 1905, que estabelece a relação E = mc² onde a letra "c" (definida estado constante universal), é também a velocidade da luz.
Da leitura do ensaio publicado por Olinto De Pretto, transparece que o estudioso italiano tinha percebido o futuro, dramático, da exploração da energia nuclear. Isso é demonstrado pelas dúvidas que ele expôs na seguinte passagem:
"A que resultado espantoso fomos conduzidos? Ninguém poderia suspeitar que armazenado em estado latente, em um quilo de matéria, completamente oculto de todas as nossas investigações, haveria uma quantidade de energia que é equivalente ao montante a milhões e milhões de quilogramas de carvão, ideia que certamente seria julgada insana. Meus cálculos me obrigam a admitir que no interior da matéria deve estar armazenada uma quantidade de energia além da imaginação."

### Controvérsia
Em 1999, Umberto Bartocci, professor de matemática na Universidade de Perúgia, publicou um livro intitulado "Albert Einstein e Olinto De Pretto - La vera storia della formula più famosa del mondo" (A verdadeira história da fórmula mais famosa do mundo).
O estudioso Zorzi da cidade de Verona defendeu a ideia que Olinto De Pretto foi o primeiro a chegar à intuição da famosa fórmula E = mc² e que, inclusive Albert Einstein teria inspirado-se em seu trabalho na elaboração da teoria da relatividade. Zorzi, Speri e mais tarde Umberto Bartocci, com uma pesquisa que durou vários anos, discutiram em que situações Albert Einstein poderia ter se apoderado do ensaio de De Pretto e ter sido o primeiro a enunciar a teoria sobre a equivalência entre matéria e energia.
O estudioso da cidade de Schio, Inácio Marchioro, que publicou um ensaio no Quaderni di Schio, reconhece o valor das contribuições científicas de De Pretto, chamando-o de gênio, mas põe em causa a relação com Einstein e defende que as fórmulas têm apenas uma semelhança casual. O estudioso de livros proibidos, Simone Berni, trata de De Pretto e de seus raros textos científicos no livro científico A caccia di libri proibiti (Caça de livros proibidos) (Macerata, Simple, 2005) e (Macerata, Biblohaus, 2008).